# 天丰种业有限责任公司
天丰种业有限责任公司，是中华人民共和国新疆维吾尔自治区阿克苏地区阿瓦提县下辖的一个类似乡级单位。

## 行政区划
天丰种业有限责任公司下辖以下地区：
一连、二连、三连、四连、五连、六连、七连和八连。